# Pistol-mitralieră Uzi
Pistolul-mitralieră Uzi (în ebraică עוזי) a fost proiectat de maiorul Uziel Gal la sfârșitul anilor 1940, primele prototipuri fiind prezentate în 1950. Acest pistol-mitralieră a fost introdus mai întâi în dotarea forțelor speciale israeliene, apoi peste doi ani a fost introdus și în dotarea forțelor armate ale Israelului (IDF).  
Datorită volumului mic și puterii de foc a fost adoptat de ofițeri, artilerie, tanchiști.

## Variante

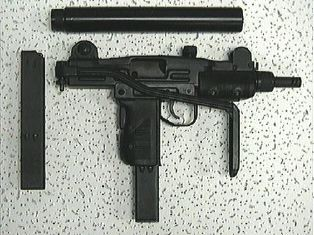
Mini-Uzi israelian

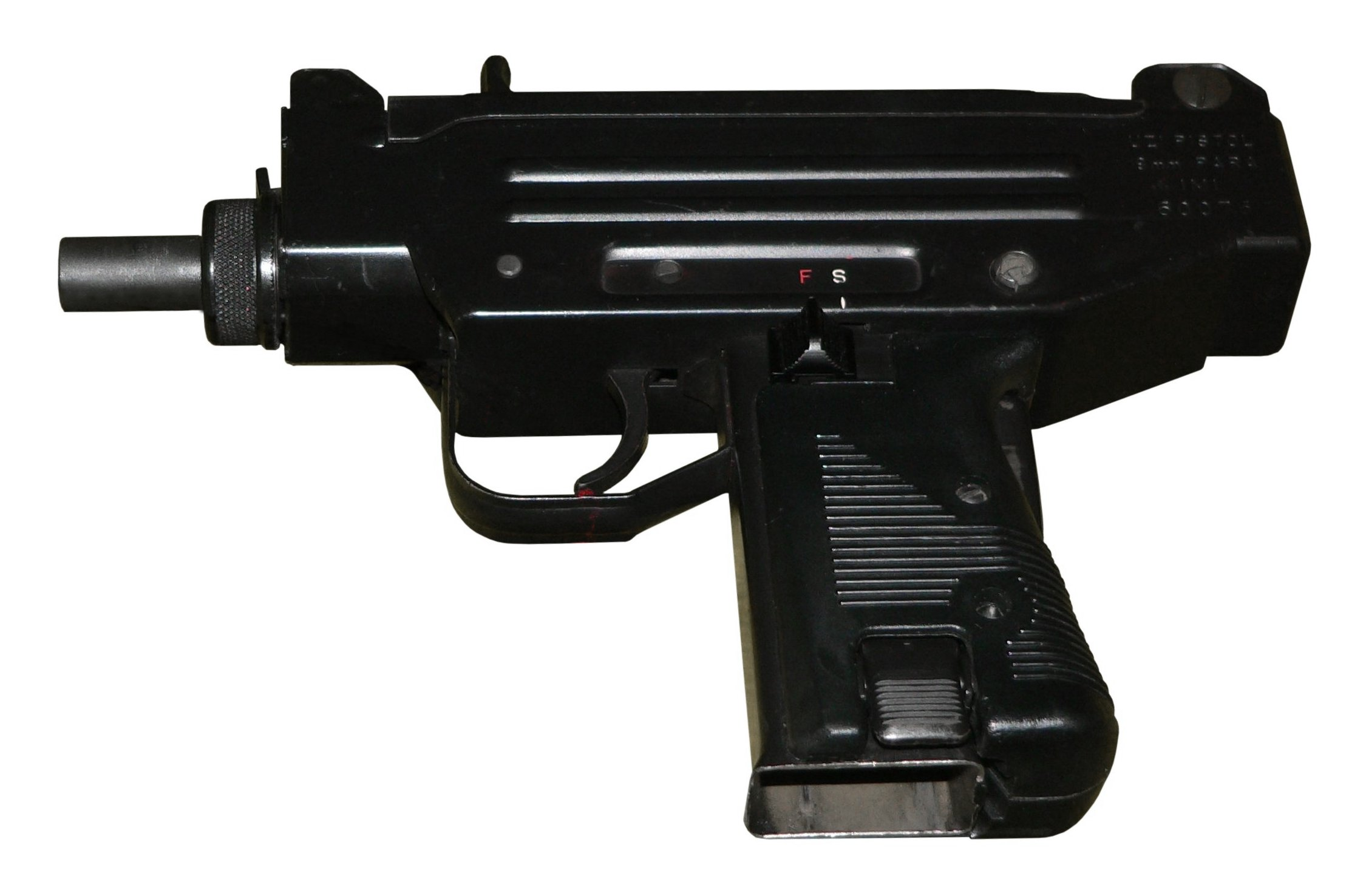
Micro-Uzi israelian

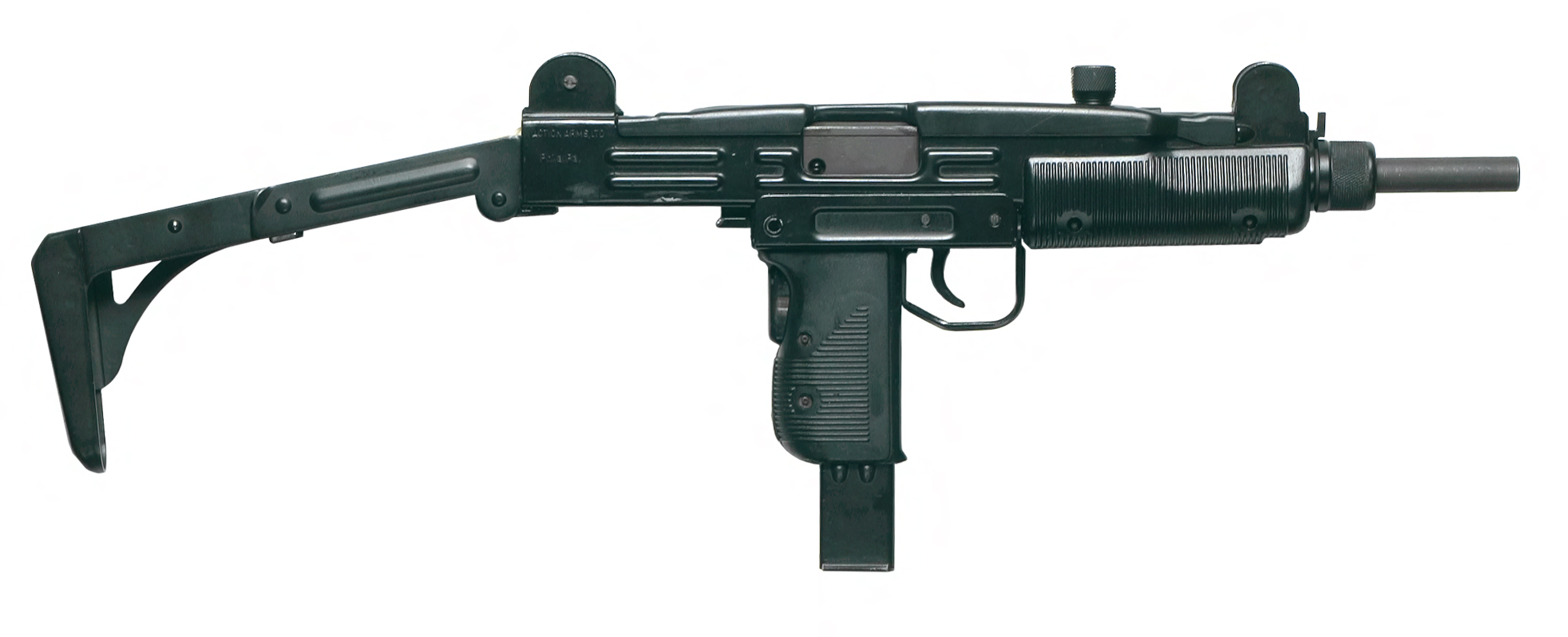
Uzi cu pat nerabatat

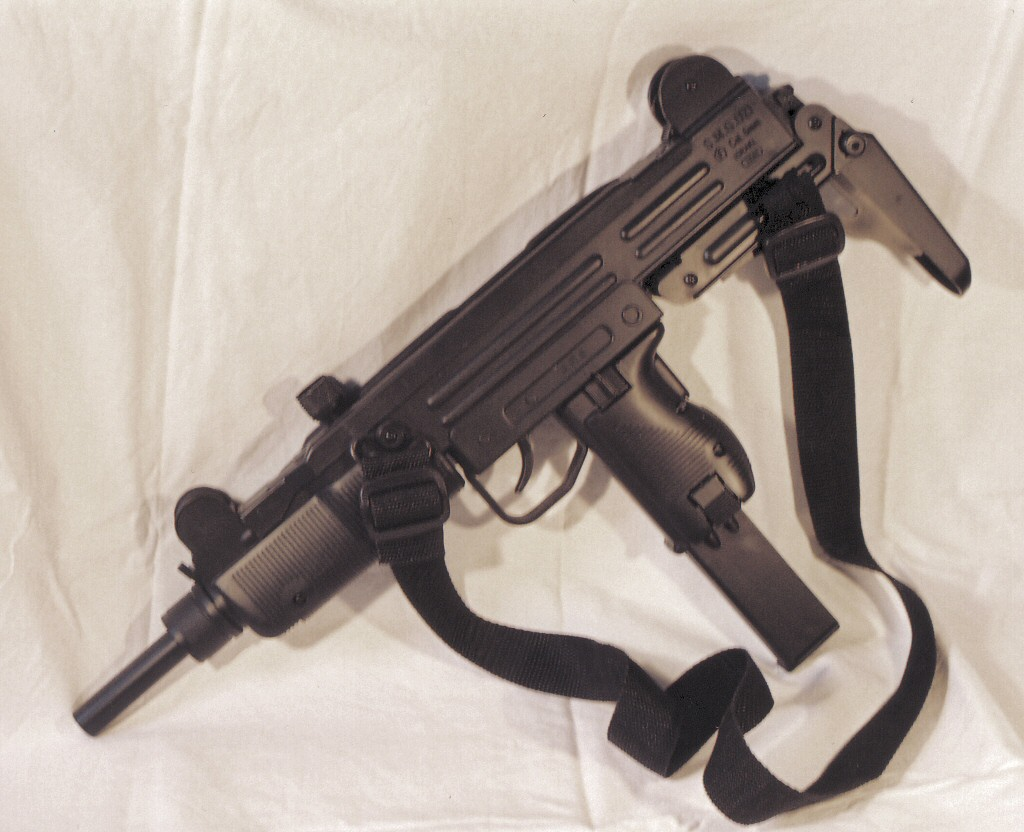
Uzi cu pat rabatat

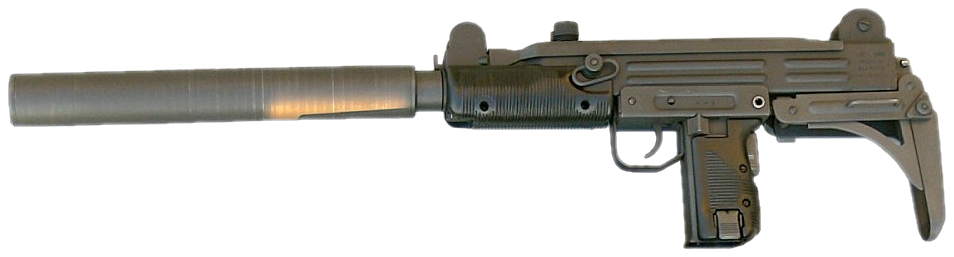
Uzi cu amortizor

- Mini Uzi
- Micro Uzi
- Pistol Uzi
- Uzi Pro